# Hal Mohr
Hal Mohr (San Francisco, 2 de agosto de 1894 — Santa Mônica, 10 de maio de 1974) é um diretor de fotografia estadunidense. Venceu o Oscar de melhor fotografia na edição de 1936 por A Midsummer Night's Dream e na edição de 1944 pelo filme The Phantom of the Opera.